# ТЕС Гаутамі
17°2′19″ пн. ш. 82°7′45″ сх. д. / 17.03861° пн. ш. 82.12917° сх. д.
ТЕС Гаутамі – електростанція у індійському штаті Андхра-Прадеш.
У 2009 році на майданчику станції став до ладу парогазовий блок комбінованого циклу потужністю 469 МВт, в якому дві газові турбіни потужністю по 145 МВт живлять через відповідну кількість котлів утилізаторів одну парову турбіну з показником 174 МВт.
ТЕС спорудили з розрахунку на використання природного газу, який надходить по перемичці довжиною 2 км та діаметром 300 мм від ТЕС Педдапурам (а та, в свою чергу, сполучена із системою Татіпака – Какінада). В 21 столітті на тлі зростання споживання та падіння видобутку в Індії виник дефіцит блакитного палива, що впливає на об’єкти електрогенерації. Так, в перші 10 місяців 2022/2023 бюджетного року ТЕС Гаутамі взагалі не працювала.  
Проект реалізували через GVK Power & Infrastructure Limited, яка належить до групи GVK.